# Boglárka Takács
Boglárka Emese Takács (Mór, 28 agosto 2001) è una velocista ungherese, ha vinto due medaglie d'argento nei 100 metri e 200 metri piani ai campionati europei under 23 nel 2023.

## Record nazionali
Seniores
- 60 metri piani indoor: 7"21 ( Mondeville, 7 febbraio 2024)
- 100 metri piani: 11"14 ( Espoo, 13 luglio 2023)
- 200 metri piani: 22"77 ( Budapest, 8 giugno 2023)
- Staffetta 4x100 metri: 4'17"88 ( Budapest, 25 agosto 2023) (Gréta Kerekes, Jusztina Csóti, Boglárka Takács, Anna Luca Kocsis)

## Progressione

### 100 metri piani
| Stagione | Misura | Luogo          | Data      | Rank. Mond. |
| -------- | ------ | -------------- | --------- | ----------- |
| 2023     | 11"14  | Espoo          | 13-7-2023 |             |
| 2022     | 11"31  | Pápa           | 6-9-2022  |             |
| 2021     | 11"64  | Tallinn        | 8-6-2021  |             |
| 2020     | 11"92  | Budapest       | 12-9-2020 |             |
| 2019     | 11"56  | Budapest       | 27-7-2019 |             |
| 2018     | 11"75  | Győr           | 6-7-2018  |             |
| 2017     | 11"81  | Győr           | 24-7-2017 |             |
| 2016     | 12"54  | Trnava         | 24-9-2016 |             |
| 2015     | 13"71  | Székesfehérvár | 1-6-2015  |             |

### 200 metri piani
| Stagione | Misura | Luogo          | Data      | Rank. Mond. |
| -------- | ------ | -------------- | --------- | ----------- |
| 2023     | 22"77  | Budapest       | 8-6-2023  |             |
| 2022     | 23"44  | Budapest       | 2-9-2022  |             |
| 2021     | 23"66  | Debrecen       | 27-6-2021 |             |
| 2020     | 24"44  | Székesfehérvár | 6-9-2020  |             |
| 2019     | 23"73  | Budapest       | 28-7-2019 |             |
| 2018     | 24"31  | Győr           | 17-6-2018 |             |
| 2017     | 25"02  | Szekszárd      | 14-5-2017 |             |

### 60 metri piani indoor
| Stagione | Misura | Luogo       | Data      | Rank. Mond. |
| -------- | ------ | ----------- | --------- | ----------- |
| 2023/24  | 7"21   | Mondeville  | 7-2-2024  |             |
| 2022/23  | 7"40   | Belgrado    | 15-2-2023 |             |
| 2021/22  | 7"44   | Nyíregyháza | 26-2-2022 |             |
| 2020/21  |        |             |           |             |
| 2019/20  | 7"51   | Budapest    | 22-2-2020 |             |
| 2018/19  | 7"43   | Budapest    | 16-2-2019 |             |
| 2017/18  | 7"55   | Budapest    | 24-2-2018 |             |
| 2016/17  | 7"75   | Budapest    | 25-2-2017 |             |

### 200 metri piani indoor
| Stagione | Misura | Luogo    | Data      | Rank. Mond. |
| -------- | ------ | -------- | --------- | ----------- |
| 2019/20  | 24"43  | Vienna   | 1-2-2020  |             |
| 2018/19  | 24"08  | Budapest | 17-2-2019 |             |
| 2017/18  | 24"78  | Budapest | 25-2-2018 |             |
| 2016/17  | 25"91  | Budapest | 26-2-2017 |             |

## Palmarès
| Anno | Manifestazione      | Sede         | Evento      | Risultato   | Prestazione | Note                                     |
| ---- | ------------------- | ------------ | ----------- | ----------- | ----------- | ---------------------------------------- |
| 2018 | Europei U18         | Győr         | 100 m piani | Argento     | 11"75       |                                          |
| 2018 | Mondiali U20        | Tampere      | 100 m piani | Batteria    | 11"88       | [ 1 ]                                    |
| 2018 | Olimpiadi giovanili | Buenos Aires | 100 m piani | 4ª          | 23"53       | [ 2 ] [ 3 ]                              |
| 2019 | Europei U20         | Borås        | 100 m piani | 8ª          | 11"73       | [ 4 ]                                    |
| 2019 | Europei U20         | Borås        | 4x100 m     | Batteria    | 46"28       |                                          |
| 2021 | Europei U23         | Tallinn      | 100 m piani | Semifinale  | 11"65       | [ 5 ]                                    |
| 2021 | Europei U23         | Tallinn      | 4x100 m     | Batteria    | 11"49       | Miglior prestazione personale stagionale |
| 2022 | Europei             | Monaco       | 100 m piani | Semifinale  | 11"49       | [ 6 ]                                    |
| 2022 | Europei             | Monaco       | 4x100 m     | Batteria    | 11"49       | Miglior prestazione personale stagionale |
| 2023 | Europei             | Istanbul     | 60 m piani  | Batteria    | 7"42        | [ 7 ]                                    |
| 2023 | Europei U23         | Espoo        | 100 m piani | Argento     | 11"30       | [ 8 ]                                    |
| 2023 | Europei U23         | Espoo        | 200 m piani | Argento     | 23"33       |                                          |
| 2023 | Mondiali            | Budapest     | 100 m piani | Semifinale  | 11"26       | [ 9 ] [ 10 ]                             |
| 2023 | Mondiali            | Budapest     | 200 m piani | Batteria    | 23"24       | [ 11 ]                                   |
| 2023 | Mondiali            | Budapest     | 4×100 metri | Batteria    | 43"38       | [ 12 ]                                   |
| 2024 | Mondiali indoor     | Glasgow      | 60 m piani  | Semifinale  | 7"21        | [ 13 ]                                   |
| 2024 | World Relays        | Nassau       | 4×100 m     | Batteria    | 43"66       |                                          |
| 2024 | Europei             | Roma         | 100 m piani | Semifinale  | 11"16       |                                          |
| 2024 | Europei             | Roma         | 200 m piani | Semifinale  | 23"09       |                                          |
| 2024 | Giochi olimpici     | Parigi       | 100 m piani | Semifinale  | 11"26       |                                          |
| 2024 | Giochi olimpici     | Parigi       | 200 m piani | Ripescaggio | 23"05       |                                          |
| 2025 | Europei indoor      | Apeldoorn    | 60 m piani  | 7ª          | 7"12        |                                          |
| 2025 | Mondiali indoor     | Nanchino     | 60 m piani  | Semifinale  | 7"55        |                                          |

## Campionati nazionali
- 4 volte campionessa nazionale ungherese dei 200 metri piani (2019, 2021, 2022, 2023)
- 3 volte campionessa nazionale ungherese dei 100 metri piani (2019, 2022, 2023)
- 1 volta campionessa nazionale ungherese dei 200 metri piani indoor (2019)
- 1 volta campionessa nazionale ungherese della staffetta 4x100 m (2022)

2018
- 4ª ai campionati ungheresi indoor (Budapest), 60 m piani - 7"65
- Argento ai campionati ungheresi (Székesfehérvár), 100 m piani - 11"81

2019
- Argento ai campionati ungheresi indoor (Budapest), 60 m piani - 7"43
- Oro ai campionati ungheresi indoor (Budapest), 200 m piani - 24"08
- Oro ai campionati ungheresi (Budapest), 100 m piani - 11"56
- Oro ai campionati ungheresi (Budapest), 200 m piani - 23"73

2020
- Argento ai campionati ungheresi indoor (Budapest), 60 m piani - 7"50
- Oro ai campionati ungheresi indoor (Budapest), 200 m piani - 24"60
- Bronzo ai campionati ungheresi (Budapest), 100 m piani - 12"02

2021
- Argento ai campionati ungheresi (Debrecen), 100 m piani - 11"66
- Oro ai campionati ungheresi (Debrecen), 200 m piani - 23"66

2022
- Argento ai campionati ungheresi indoor (Nyíregyháza), 60 m piani - 7"47
- Oro ai campionati ungheresi (Budapest), 100 m piani - 11"58
- Oro ai campionati ungheresi (Budapest), 200 m piani - 23"60
- Oro ai campionati ungheresi (Budapest), staffetta 4x100 m - 45"13

2023
- Bronzo ai campionati ungheresi indoor (Nyíregyháza), 60 m piani - 7"40
- Oro ai campionati ungheresi (Budapest), 100 m piani - 11"36
- Oro ai campionati ungheresi (Budapest), 200 m piani - 23"27

## Altre competizioni internazionali
2017
- Argento al Festival olimpico della gioventù europea ( Gyor), 100 m piani - 11"58
- ritirate al Festival olimpico della gioventù europea ( Utrecht), staffetta 4x100 m - ritirate

2023
- Bronzo ai Campionati europei a squadre, ( Chorzów), 100 m piani - 11"36
- Oro ai Campionati europei a squadre, ( Chorzów), Staffetta 4x100 m - 43"49

2025
- Oro ai Campionati europei a squadre di atletica leggera ( Madrid), 100 m piani - 11"06

## Premi e riconoscimenti
- Atleta ungherese dell'anno U23 (2022, 2023)[14][15]